# Реставрація зуба
Реставрація зубів — це процедура відновлення естетичних і функціональних параметрів зуба. При реставрації проблемного зуба можна змінити його контури, наприклад, округлити кути або зробити їх більш прямими — виявляється, і такі дрібниці можуть зробити посмішку більш привабливою. З кожним роком реставрація зубів стає більш популярною та безболісною процедурою.

## Методи реставрації зуба

### Прямий
Прямий метод реставрації зубів — це відновлення або корекція форми власного зуба безпосередньо в порожнині рота, за допомогою композитних матеріалів. Якщо ви вибрали пряму реставрацію зубів, то, як би «бонусом», купуєте гарантію надати своїх зубів правильну і красиву форму, залишаючи максимальну ефективність свого зуба. Основним плюсом прямої реставрації зубів є те, що всього за один візит до лікаря, вам або відновлять, або підкоригують форму вашого зуба.

### Не прямий
Не прямий метод реставрації зубів — це протезування — установка знімних або незнімних протезів замість одного або декількох зубів. У даній методиці спочатку відбувається видалення зубного нерва, потім встановлюється штифт, на який надівається металопластмасова або металокерамічна коронка. У цього методу реставрації є своя особливість — це висока вартість і незворотність: після установки зубних протезів, ви позбавлені альтернативних варіантів лікування даного зуба крім протезування.
Посилання
- Реставрації бічних зубів однопорційним композитом у щоденній практиці
- 10 порад щодо проведення прямих реставрацій бічних зубів у щоденній практиці